# Amin Azzam

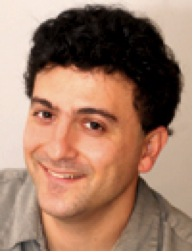
Hình chụp Amin Azzam

Amin Azzam là giáo sư lâm sàng thuộc khoa tâm thần học tại Trường Y khoa Đại học California, San Francisco (UCSF). Ông còn là giáo sư lâm sàng tại Đại học California, Berkeley, phó giám đốc Chương trình Y tế Chung UC Berkeley – UCSF, và giám đốc chương trình giảng dạy "Problem-Based Learning", kiêm thêm chức giám đốc Sáng kiến Học tập Mở và điều phối viên Faculty Engagement tại Công ty Y tế Osmosis. Ông được biết đến với việc giảng dạy một lớp học tự chọn cho sinh viên y khoa năm thứ tư, bao gồm toàn bộ việc sửa đổi các bài viết trên Wikipedia về các chủ đề y tế. Ban đầu, ông lấy ý tưởng từ một trong những sinh viên của mình tên là Michael Turken vào năm 2012, và lúc đầu tỏ ra nghi ngờ, nhưng sau đó tin chắc rằng đó có thể là một ý tưởng hay. Về sau, ông dành thời gian cho công việc phát triển lớp học này cùng với Turken. Ông dạy khóa học kéo dài một tháng lần đầu vào tháng 12 năm 2013. Đối với lớp học này, Azzam cho biết, "Đó là một phần trong hợp đồng xã hội của chúng ta với xã hội, với tư cách là các bác sĩ, đóng góp cho Wikipedia và các kho lưu trữ truy cập mở khác vì đó là nơi thế giới đọc về thông tin y tế." Lớp học của ông vẫn tiếp tục cho đến ngày nay.

## Học vấn
Azzam nhận bằng đại học từ Đại học Rochester và bằng y khoa của Trường Đại học Y Virginia.  Sau đó, ông hoàn tất nội trú chuyên khoa tâm thần người lớn tổng quát tại Đại học California, San Francisco, tiếp theo là bằng thạc sĩ giáo dục tại Đại học California, Berkeley.